# Ceratina samburuensis
Ceratina samburuensis är en biart som beskrevs av Cockerell 1910. Ceratina samburuensis ingår i släktet märgbin, och familjen långtungebin. Inga underarter finns listade i Catalogue of Life.